# Fraxinus griffithii
Fraxinus griffithii är en syrenväxtart som beskrevs av Charles Baron Clarke. Fraxinus griffithii ingår i släktet askar, och familjen syrenväxter. Inga underarter finns listade i Catalogue of Life.

## Bildgalleri

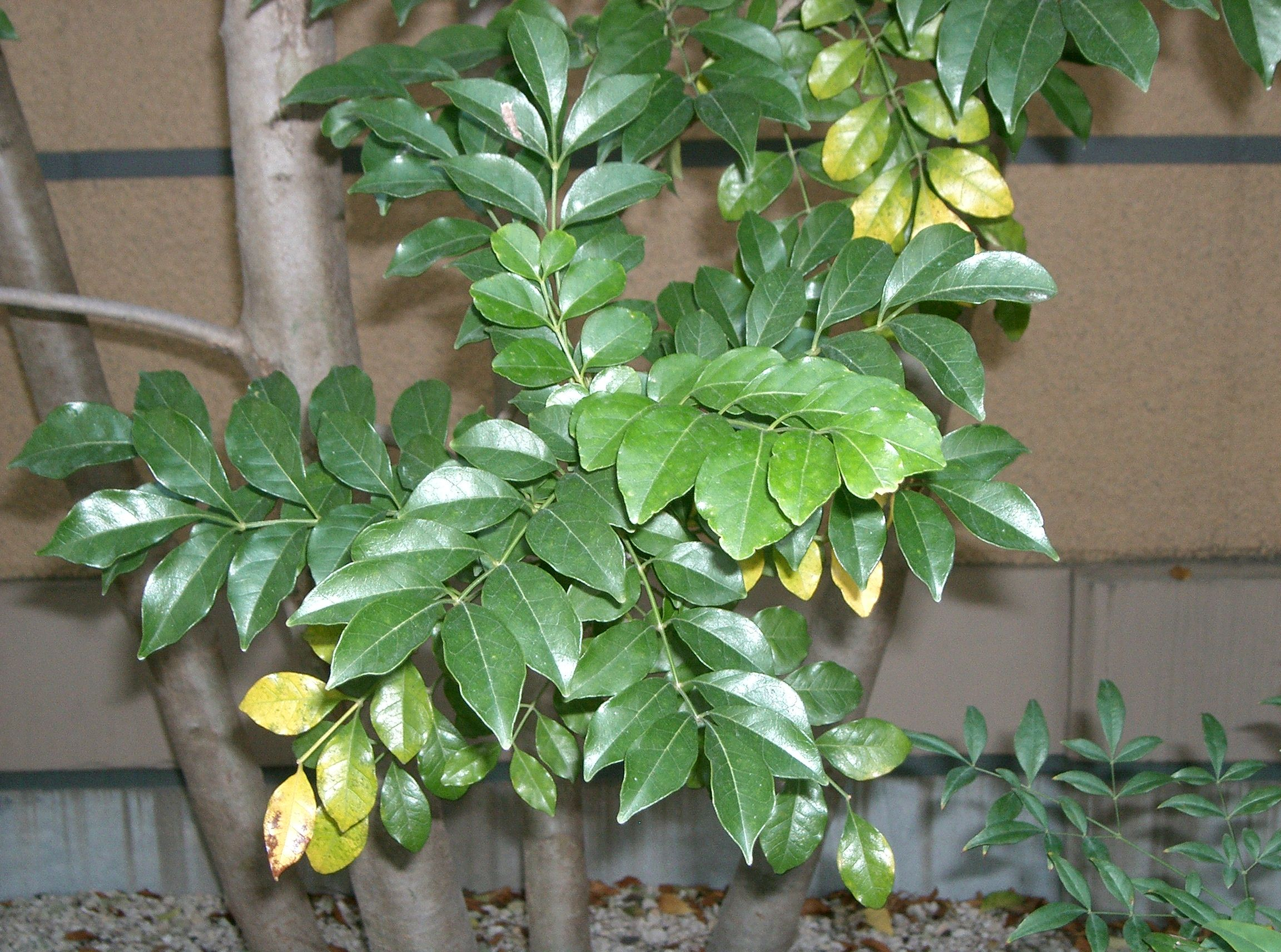
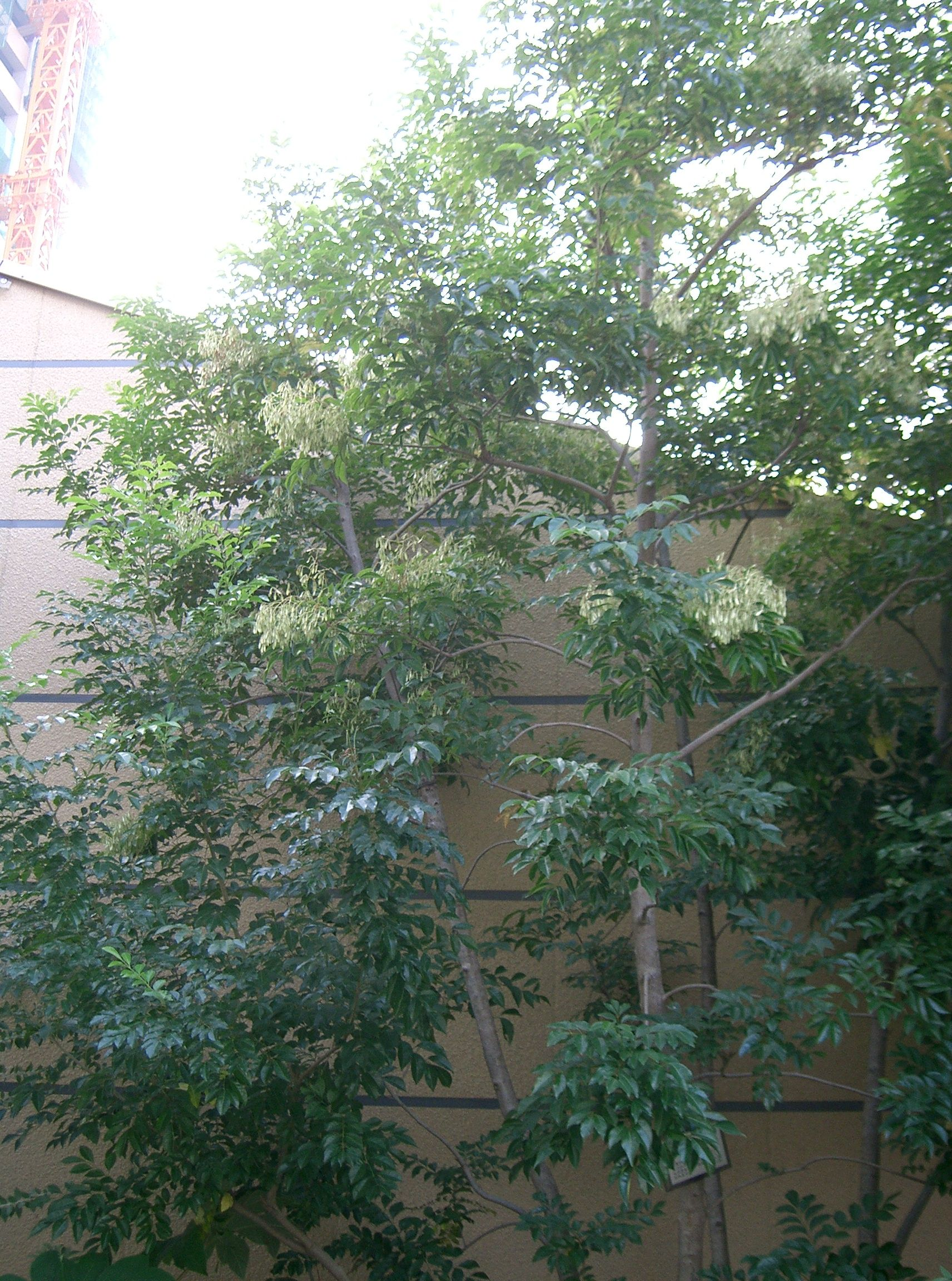
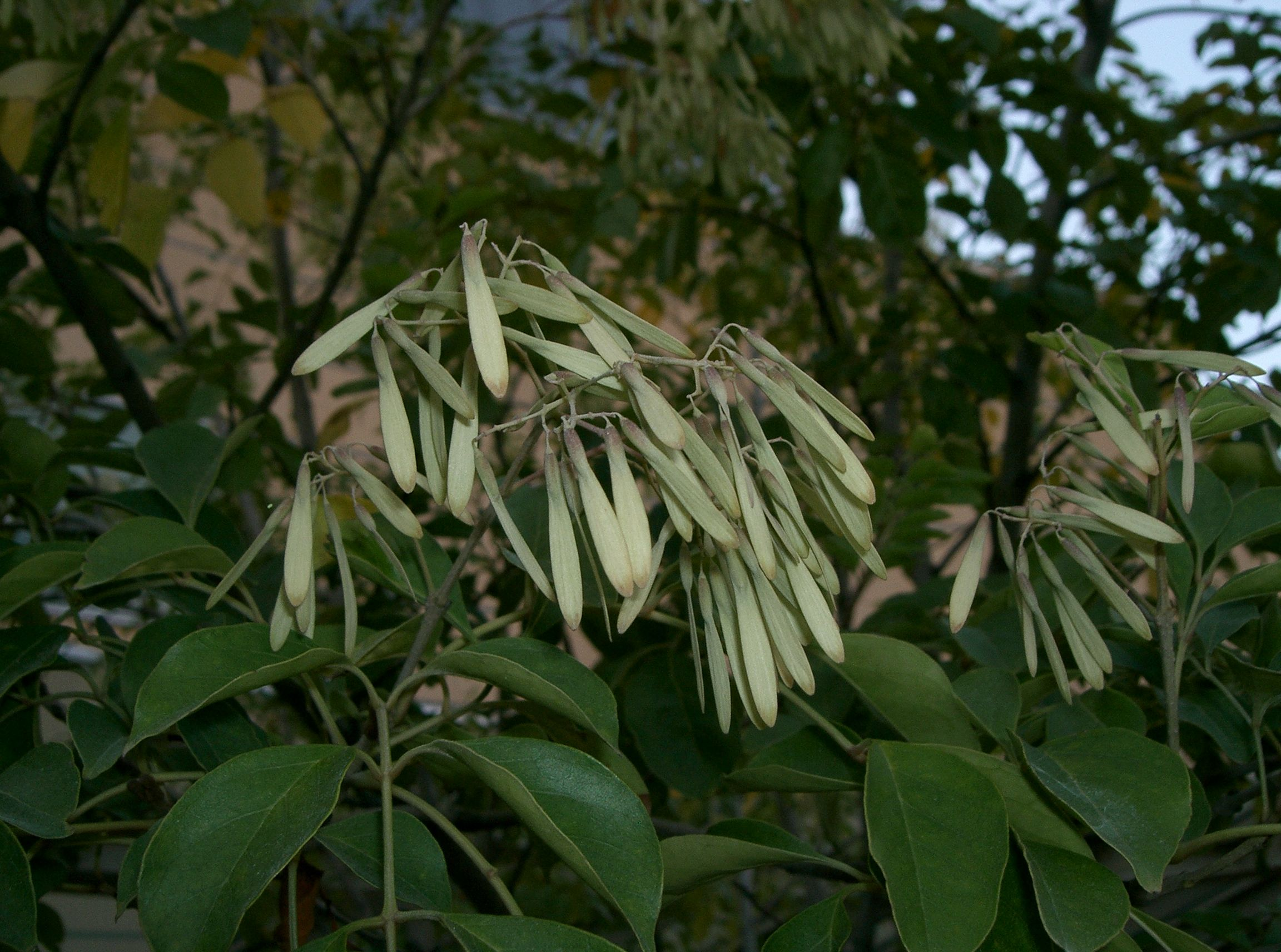
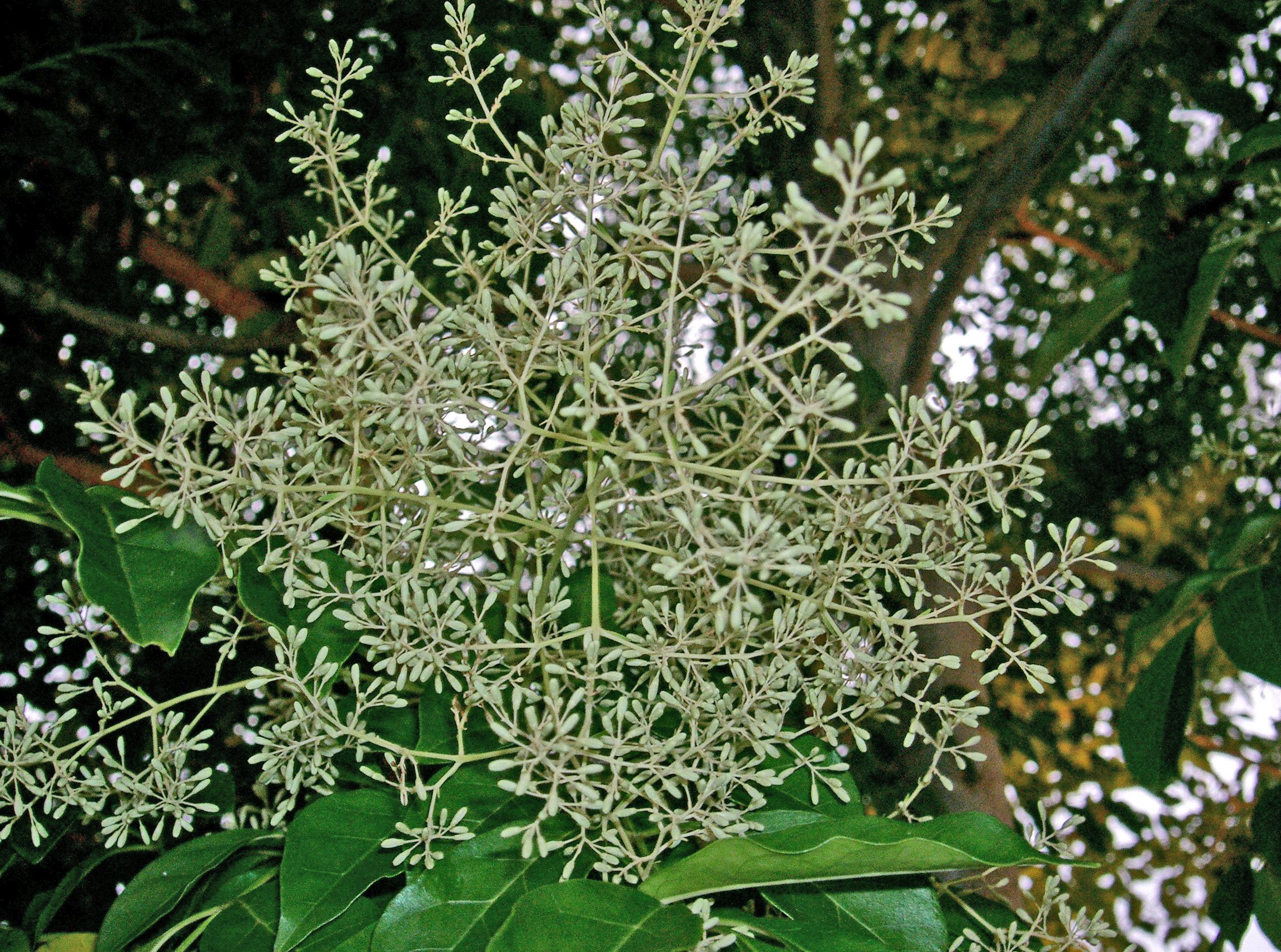
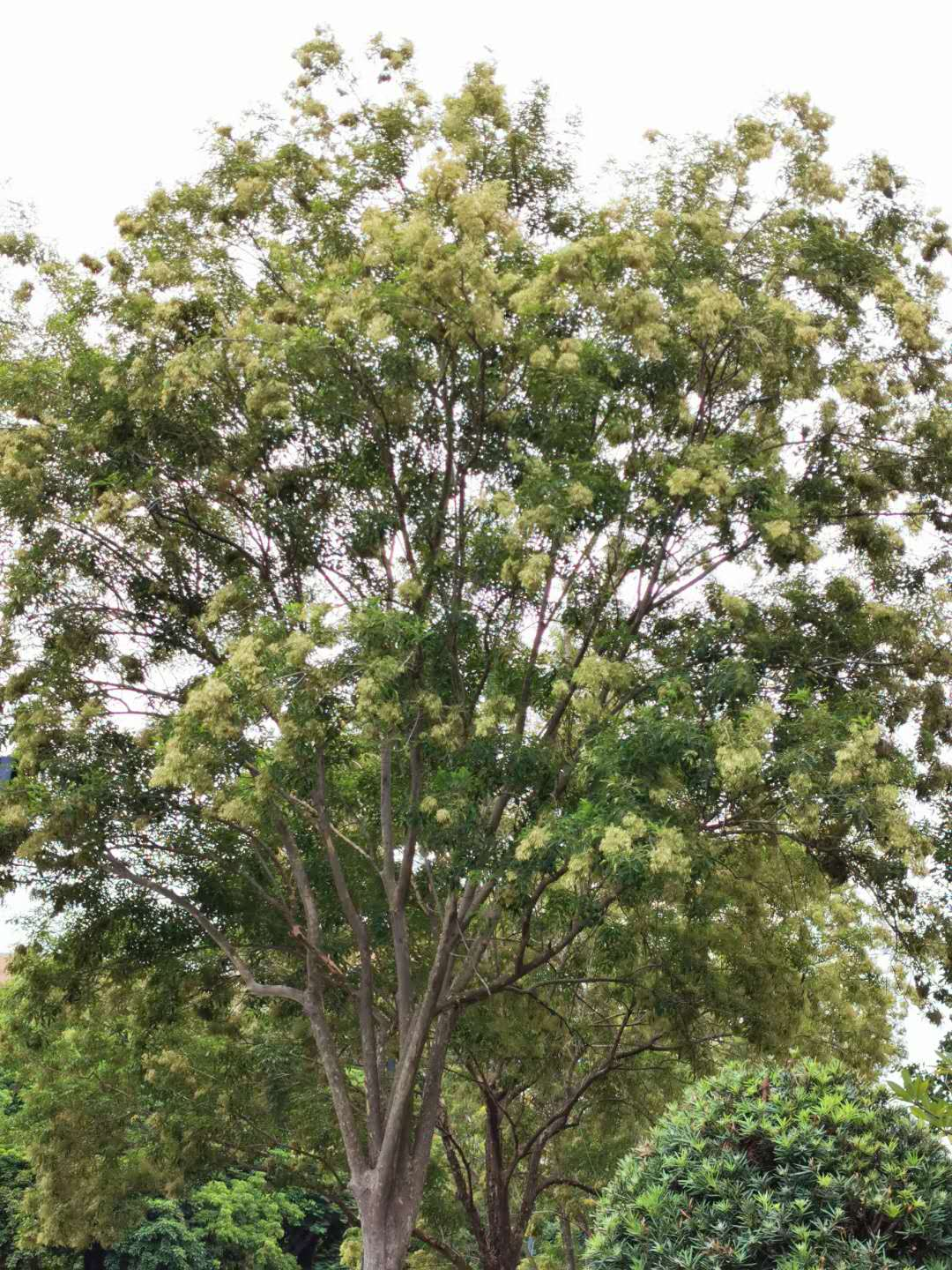
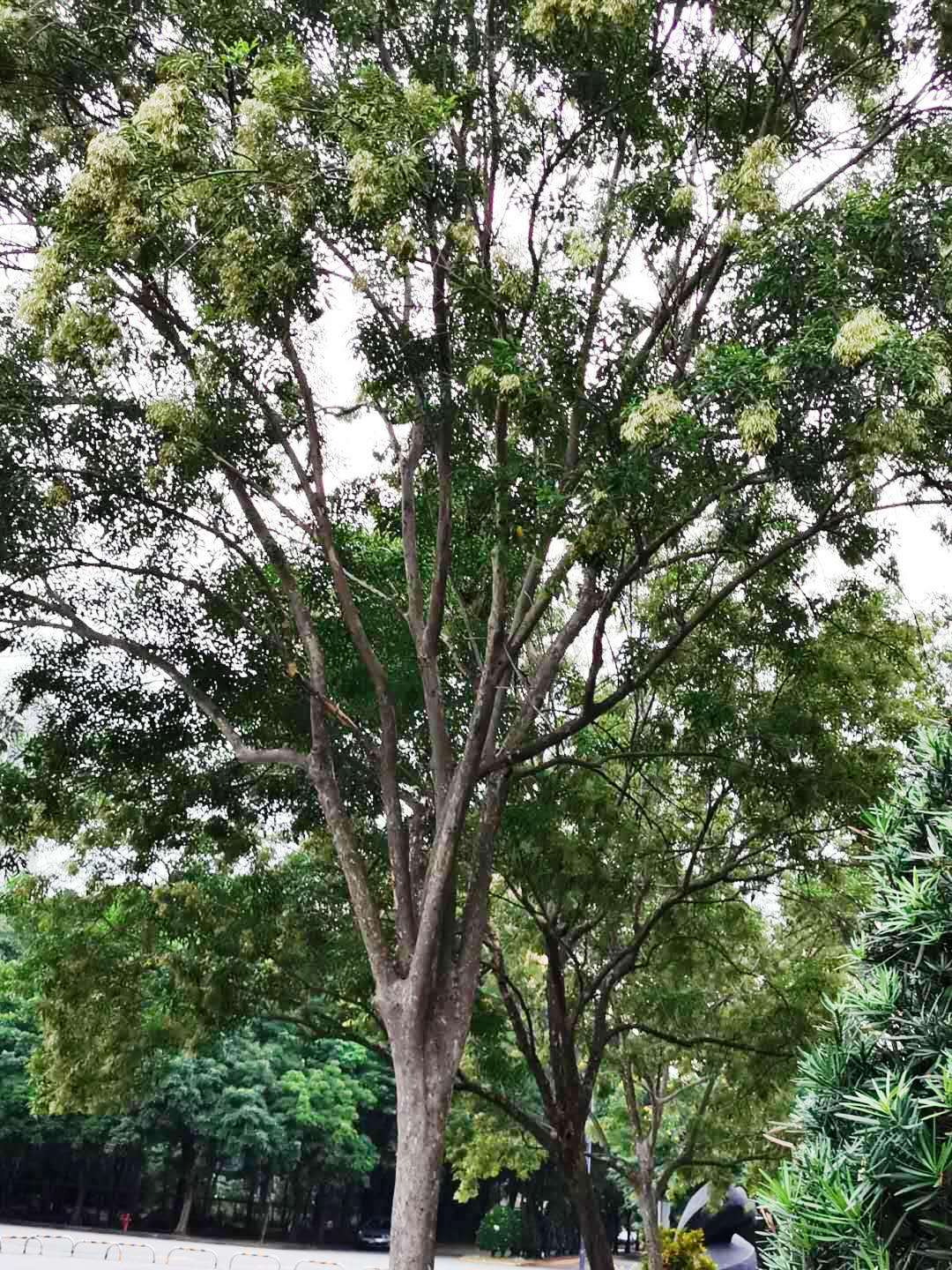